# Mas de les Vinyes
El Mas de les Vinyes és un mas a la partida de les Vinyes, dintre del terme municipal de Cabassers (el Priorat). Està construït amb pedra i totxo, i la façana principal té un aspecte senyorial i presenta una característica única entre tots els masos de Cabassers, ja que té un balcó al segon pis. La planta de l'edifici principal i tots els seus annexes mesura 1.919 m². Actualment el mas allotja el celler de la Denominació d'Origen Montsant Mas de les Vinyes.